# Elektrisches Kraftrad von Kravogl

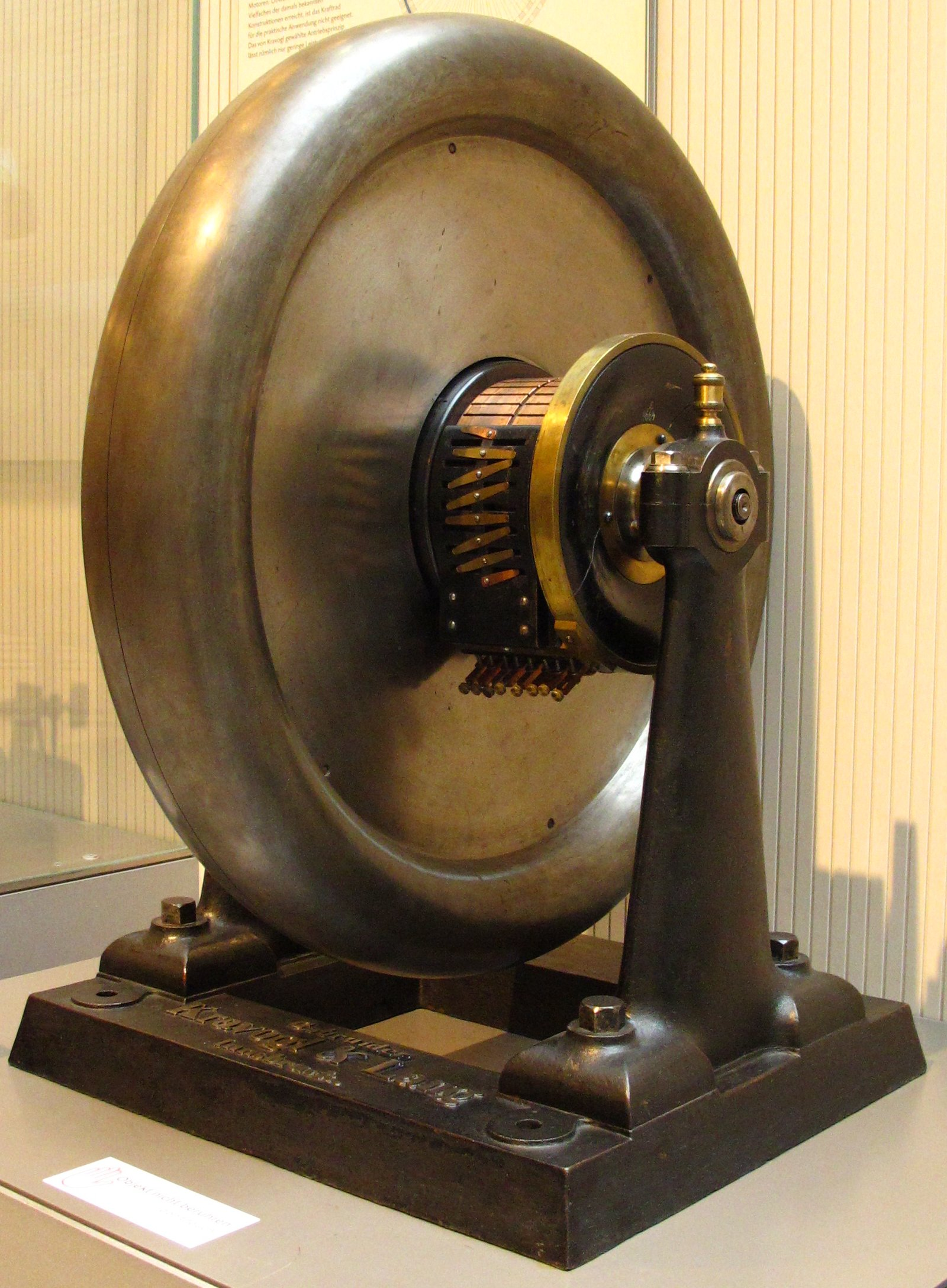
Elektrisches Kraftrad von Kravogl

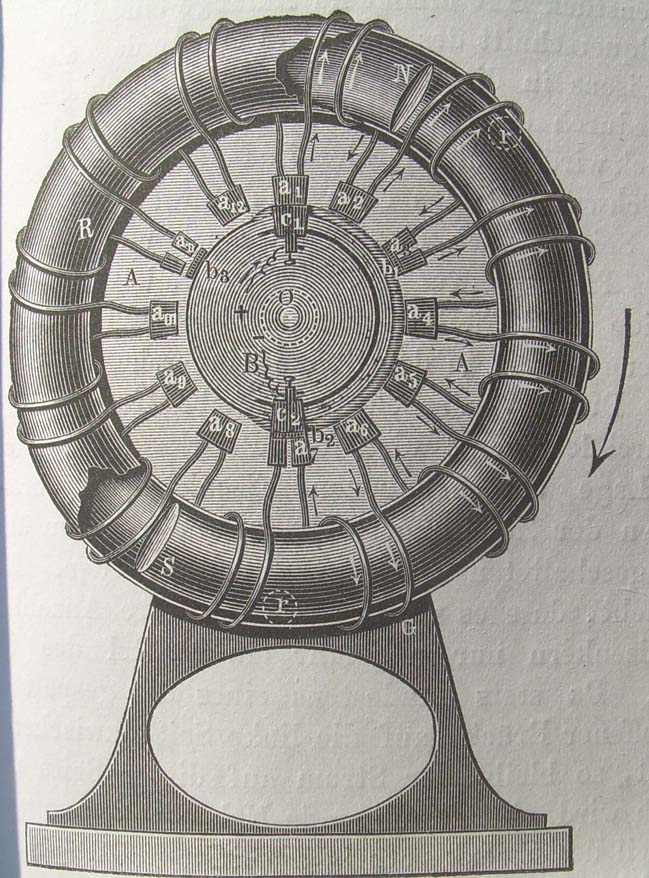
Zeitgenössische Schnittdarstellung zum Funktionsprinzip mit zentrisch liegen Kommutator, umlaufenden Wicklungen über den Umfang und im Inneren liegenden Weicheisenkörper

Das Elektrische Kraftrad von Kravogl stellt eine Form eines historischen Elektromotors dar, welches von Johann Kravogl 1867 entwickelt und gebaut wurde. Obwohl der Wirkungsgrad bei diesem Motor bei rund 15 % liegt, was für vergleichbare Maschinen der damaligen Zeit sehr hoch war, konnte sich diese Bauform wegen der im Langzeitvergleich nur geringen erzielbaren Leistung nicht durchsetzen.
Der Rotor besteht aus einem drehbaren, ringförmigen Zylinder (Torus), in welchem vollständig eine Wicklung mit über den Umfang verteilten, mehreren Dutzend Abgriffen, ähnlich einer Ringankerwicklung, untergebracht sind. Die einzelnen Abgriffe sind auf einen Kommutator nach außen geführt. Im Inneren des hohlen Ringes befindet sich ein auf Rollen gelagerter, schwerer Weicheisenkörper mit der Länge von ca. 1/3 des Umfanges, welcher durch die Schwerkraft im ausgeschalteten Zustand im unteren Bereich des Rades zum Liegen kommt. Bei Anschluss der Versorgungsspannung wird durch den Kommutator und die entsprechend angeschlossenen Abgriffe an den einzelnen Wicklungen eine Kraft auf den innen liegenden Weicheisenkörper ausgeübt, welche diesen nach oben hebt. Infolge Schwerkraft verbleibt der Weicheisenkörper in einer von der Last abhängigen Position und der drehbar gelagerte äußere Mantel beginnt sich zu drehen. Durch die zyklische Umschaltung an den einzelnen Wicklungsabgriffen mit Hilfe des an der Achse angebrachten Kommutators wird eine dauerhafte Drehbewegung des Mantels erzielt.
Je höher die mechanische Belastung des Kraftrades ist, desto weiter wird dabei der im Inneren liegende Weicheisenkörper nach oben gehoben und bei Überschreitung eines bestimmten, im oberen Drittel liegenden, Scheitelpunktes kommt die Maschine „außer Tritt“. Eine Steigerung des Gewichtes (Masse) des Weicheisenkörpers führt zu Problemen infolge Reibung und Lagerung, weshalb die Leistung dieser Bauart konstruktionsbedingt bei rund 7 W (ca. 0,01 PS) limitiert ist.
Es wurden insgesamt vier Motoren dieser Bauart gebaut, davon kaufte Kaiser Franz Josef für das Polytechnische Institut in Wien (heute TU Wien) um 2000 Gulden ein Exemplar und zeichnete Johann Kravogl mit dem goldenen Verdienstkreuz aus. Dieser Motor befindet sich im Besitz des Technischen Museums in Wien.